# Paquinos
Paquinos (llatí: Pachynus grec antic: Πάχυνος) era un famós promontori de Sicília, que formava la punta sud-est de l'illa, un dels tres caps que se suposa li van donar el nom de Trinàcria. Era el punt que s'estenia mes cap al sud i a l'est de tota l'illa, en direcció a Creta i al Peloponès. El promontori, que forma un cap, no era gaire alt, i té a la vora una petita illa rocosa més elevada. És el modern Cap Passero.
Ciceró diu que al costat del promontori hi havia un port anomenat Portus Pachyni on Verres hi tenia la seva flota estacionada i quan es va assabentar que els pirates eren al proper Portus Odysseae (del que només se sap que era també conegut per Port d'Ulisses) va fugir precipitadament. Portus Pachyni era probablement el modern Porto di Palo i Portus Odysseae seria La Marza a uns 10 km a l'oest.
La seva situació feia del cap un lloc on hi ancoraven les flotes que s'acostaven a Sicília. En una ocasió, durant la Segona Guerra Púnica, sembla que el comandant cartaginès Bomilcar va ocupar el port situat a l'Oest del promontori, mentre que la flota romana es trobava molt pròxima al nord, segons diu Titus Livi.